# 1980년 하계 올림픽 조선민주주의인민공화국 선수단
조선민주주의인민공화국은 1980년 7월 19일부터 8월 3일까지 소련 모스크바에서 열린 1980년 하계 올림픽에 참가했다.

## 메달리스트
- 은메달
  - 장세홍 (남자 레슬링 자유형 라이트플라이급)
  - 리호평 (남자 레슬링 자유형 밴텀급)
  - 허봉철 (남자 역도 플라이급)

- 동메달
  - 리병욱 (남자 복싱 라이트플라이급)
  - 한경시 (남자 역도 플라이급)